# 金家镇 (昌图县)
金家镇，是中华人民共和国辽宁省铁岭市昌图县下辖的一个乡镇级行政单位。

## 行政区划
金家镇下辖以下地区：
宝星社区、土城子村、孟家村、丁家窝堡村、万宝山村、二小屯村、左家窝堡村、酒馆村、陶家屯村、金城村、西五家村、丛生村、张家窝堡村和金家屯村。